# Kobaïa (album)
Albums de Magma
1001° centigrades
(1971)
Kobaïa (à l'origine intitulé simplement Magma) est le premier album (studio) du groupe Magma, paru en 1970. On y entend pour la première fois le kobaïen, une langue construite inventée par Christian Vander censée être une langue extraterrestre. Le double album raconte ainsi l'histoire d'un équipage humain qui s'enfuit vers la planète Kobaïa pour échapper au désastre qui arrive sur Terre.

## Historique
Le groupe s'est enfermé pendant trois mois dans une maison de la vallée de Chevreuse mise à disposition par Karl Knutt, pianiste classique d'un certain renom, et a répété toute la journée avec travail personnel le matin et travail collectif l'après-midi. Lee Hallyday leur fait signer un contrat chez Philips le 1er avril 1970. Les répétitions continuent à la M.J.C. de Vincennes et au Navigator à Paris.
Le disque est enregistré au studio Europa Sonor à Paris en avril 1970 par Roger Roche et Claude Martenot. Il paraît pour la première fois sous la forme d'un double-album vinyle sur le label Philips (référence 6395001/002, label bleu) et sera réédité plusieurs fois, en vinyle d'abord (Philips, 6621032, label noir puis Mercury), ensuite en CD sur Seventh Records (REX IV-V).

## Réception
Malgré une pochette réalisée par Marie-Josèphe Petit qui ne passe pas inaperçue, l'impact du disque lors de sa parution est assez limité. Une chronique de Philippe Paringaux paraît dans le n° 41 de Rock & Folk en Juin 1970, insistant sur le côté dérangeant de la musique. Une autre chronique, signée Emmanuel Gray, est publiée dans Jazz Hot n° 264 en septembre 1970. Celle-ci met l'accent sur la cohésion et le professionnalisme du groupe, ainsi que sur l'originalité de sa musique.
L'album est inclus dans l'ouvrage Philippe Manœuvre présente : Rock français, de Johnny à BB Brunes, 123 albums essentiels.

## Liste des pistes

### Face A
1. Kobaïa – 10:15 (Christian Vander)
2. Aïna – 6:15 (Vander)
3. Malaria – 4:20 (Vander)

### Face B
1. Sohïa – 7:00 (Teddy Lasry)
2. Sckxyss – 3:47 (François Cahen)
3. Auraë – 10:55 (Vander)

### Face C
1. Thaud Zaïa – 7:00 (Claude Engel)
2. Naü Ektila – 12:55 (Laurent Thibault)

### Face D
1. Stöah – 8:05 (Vander)
2. Mûh – 11:13 (Vander)

## L'histoire

### Face 1
1. Kobaïa : Appel à tous les Terriens, lassés du conditionnement qu'on leur inflige, à partir avec nous pour Kobaïa. Le vaisseau est en vue. Arrivée auprès du vaisseau. Dictée des commandements de Kobaïa. Évocation de la splendeur de Kobaïa. Procession vers le vaisseau. Pensées agressives des émigrants envers la Terre exprimées par la guitare. Entrée dans le vaisseau.
2. Aïna : début du voyage. Pensées nostalgiques des passagers qui ont rompu tous les liens avec le passé. La joie du départ dissout toutes les peines tandis que le voyage se poursuit. On arrive en vue de Malaria, planète étape; le vaisseau se pose.
3. Malaria : La Terre tache le ciel d'une lueur blafarde. Les Kobaïens lui crachent leur rancœur et leur haine, lui rappelant ses horreurs et ses injustices. Ne dit-on pas que toute faute se paie ?

### Face 2
1. Sohïa : La nuit est tombée sur Malaria. Le jour se lève doucement, nous devons repartir.
2. Sckxyss : Le vaisseau s'envole à nouveau. Pluie de météorites. Le vaisseau parvient dans l'hyper espace, en vue de Kobaïa.
3. Auraë : Le vaisseau tourne en orbite autour de Kobaïa. Les passagers assistent au lever du jour et découvrent la planète avec émerveillement. Le vaisseau se pose : nous sommes à jamais Kobaïens.

### Face 3
1. Thaud Zaïa : Un de nous est amoureux. Lui seul sait de quoi ou de qui, lui seul sait comment...
2. Naü Ektila : La Nature semble nous considérer comme des intrus. Nous l'exhortons par nos chants à s'ouvrir et à révéler ses merveilles. Elle accepte avec bienveillance. Nous assistons entre autres à un gigantesque ballet de monstres. Sous les soleils nous laissons libre cours à notre joie. Puis tombe le crépuscule.

### Face 4
1. Stöah : Le temps a passé ; la vie sur Kobaïa s'écoule dans le Bonheur et la Beauté. La Terre a appris notre existence ; elle est en effervescence. Les Kobaïens sentent qu'ils doivent se réunir ; l'un d'entre eux leur expose les problèmes posés par la Terre et leur solution. Les Kobaïens se mettent au travail avec acharnement : les résultats seront concluants.
2. Mûh : Nous revenons sur Terre pour exposer la splendeur de Kobaïa, qui n'est que Beauté, Bonheur, Sagesse. Nous invitons encore ceux qui le veulent à nous suivre et pour cela nous racontons sa propre histoire à la Terre. Hélas, la seule réponse est la menace de destruction de Kobaïa. Nous révélons que nous possédons l'Arme. Nous repartons sur Kobaïa. La clameur de la Terre s'est éteinte[5].

## Personnel

### Musiciens
- Christian Vander : batterie, chant
- Claude Engel : guitares, flûte, chant
- Francis Moze : basse, contrebasse
- François Cahen : piano
- Teddy Lasry : saxophone, flûte
- Richard Raux : saxophone, flûte
- Alain "Paco" Charlery : trompette, percussions
- Klaus Blasquiz : chant

### Production
- Claude Martenot : ingénieur du son
- Laurent Thibault : producteur
- Lee Hallyday : production
- Louis Haig Sarkissian : stage manager
- Marcel Engel : assistant
- Roger Roche : ingénieur
- Marie-Josèphe Petit : illustration de la couverture